# Tuffi ai Giochi europei
I tuffi sono inseriti nel programma dei Giochi europei nell'edizione inaugurale che si è svolta nel 2015.

## Edizioni
| Giochi | Anno | Sede     | Gare |
| ------ | ---- | -------- | ---- |
| I      | 2015 | Baku     | 8    |
| III    | 2023 | Cracovia | 13   |

## Medagliere complessivo
Aggiornato alla terza edizione
| Pos.   | Paese       | Oro | Argento | Bronzo | Totale |
| ------ | ----------- | --- | ------- | ------ | ------ |
| 1      | Regno Unito | 7   | 3       | 2      | 12     |
| 2      | Germania    | 4   | 4       | 3      | 11     |
| 3      | Ucraina     | 4   | 1       | 0      | 5      |
| 4      | Russia      | 3   | 5       | 1      | 9      |
| 5      | Italia      | 2   | 4       | 5      | 11     |
| 6      | Svizzera    | 1   | 0       | 1      | 2      |
| 7      | Francia     | 0   | 4       | 3      | 7      |
| 8      | Svezia      | 0   | 2       | 1      | 3      |
| 9      | Spagna      | 0   | 0       | 2      | 2      |
| Totale | Totale      | 21  | 21      | 21     | 63     |